# La verdadera y singular historia de la princesa y el dragón
La verdadera y singular historia de la princesa y el dragón es una obra de teatro de José Luis Alonso de Santos, estrenada en 1980.

## Argumento
En un escenario intemporal, la Princesa es secuestrada por el Dragón. Surge inesperadamente entre ellos una amistad rodeada de poesía.
El Dragón Regaliz está perdidamente enamorado de la Princesa Peladilla, y no ocurriéndosele nada mejor, la rapta. El caballero Pelón de Ardilla acude raudo a salvar a la Princesa. Pero ésta,  durante su cautiverio, ha descubierto la pureza de sentimientos del enamorado dragón y empieza a corresponderle. Con engaños, Pelón vence al dragón y gana la mano de Peladilla. Pero, ¡ah!, no señores, no… La linda princesa ya no cambiará por nada del mundo a su tierno dragón enamorado por ese caballero enano y bastante idiota.

## Estreno
- Centro Cultural de la Villa, Madrid, 23 de marzo de 1980. 
  - Dirección: José Luis Alonso de Santos.
  - Intérpretes: Grupo Teatro Libre.